# Колхоз (комбайн)
Колхоз-первый советский прицепной комбайн 1930-х годов, выпущенный на заводе Ростсельмаш.
Выпускался серийно до 1937 года. 

## История
С момента своего запуска завод «Ростсельмаш» выпускал конные тяги, бороны, сеялки. В 1930 году ,в связи с ускоренным темпом внедрения механизации в сельском хозяйстве и его усиленной коллективизацией , на заводе стали выпускать первые отечественные комбайны ,получившие название «Колхоз». За основу был взят комбайн американской фирмы “Holt” . И 30 июня 1930 года с конвейера завода «Ростсельмаш» сошёл первый опытный советский комбайн. Принципиальным отличием от иностранных комбайнов была универсальность уборки злаковых культур , то есть комбайн подходил для уборки как зерновых , так и других культур. В 1932 году эти комбайны  ,как имеющая недостатки техника , были заменены на новые доработанные комбайны «Сталинец-1».

## См.также
Сталинец-1
Сталинец-6